# 糞便

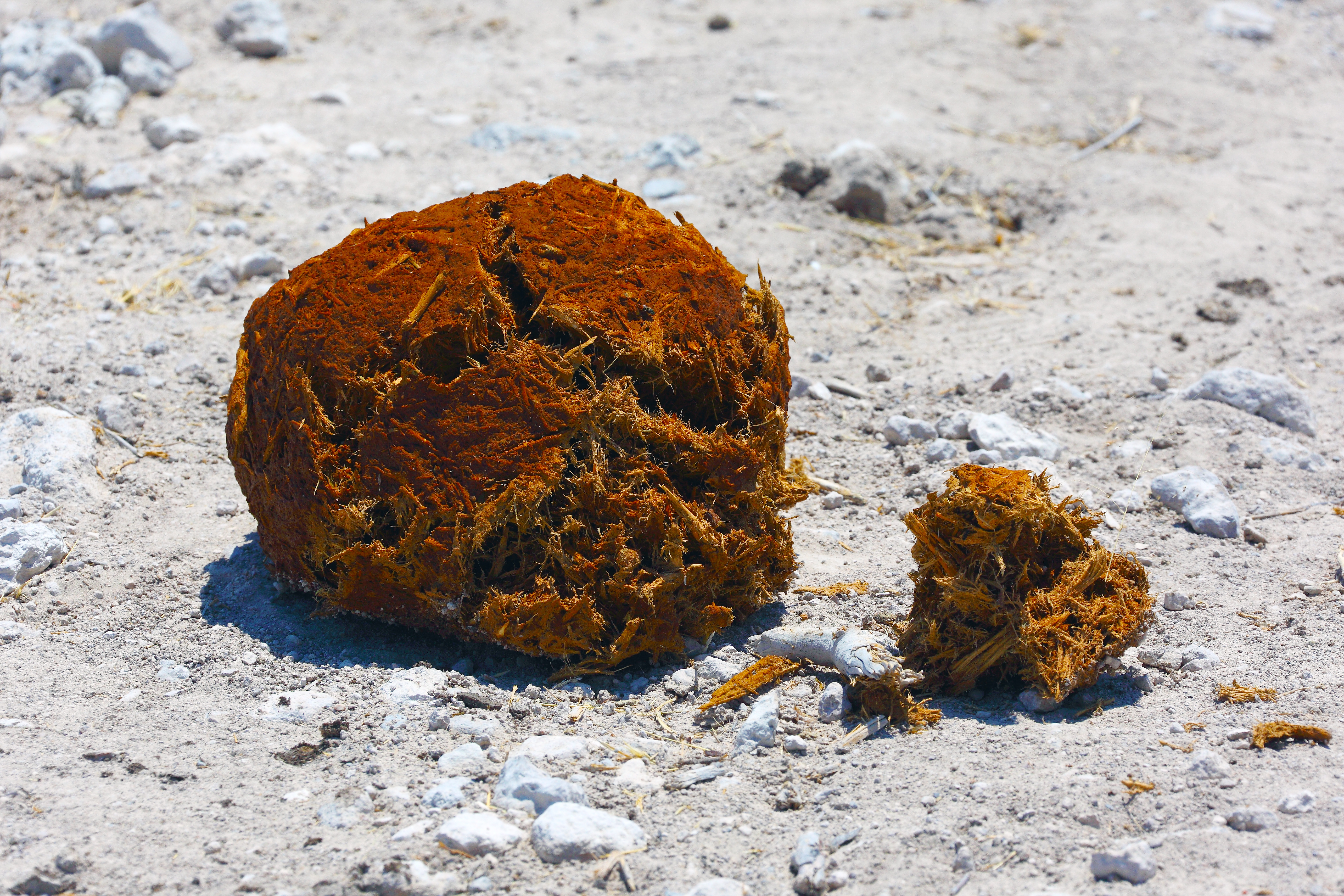
象的糞便

糞便，又称屎、大便、便便，部分地区俗称㞎㞎，是動物经肛门或者泄殖腔从消化系统中排出的廢棄物。

## 糞便的形成
食物被生物的消化系統吸收部分養分及水分後，剩餘未被利用的殘渣，則是屬於排遺物的一種。
糞便的颜色是由胆色素引起的，呈現棕色，其气味是由粪臭素（3-甲基吲哚）引起的。
糞便含有相對少量的代謝廢物，例如細菌改變的膽紅素和腸道內壁死亡的上皮細胞。

## 人類糞便
糞便可反映人的身體狀況。春秋末期，越王勾踐為取得吳王夫差的信任，親嚐夫差的糞便，說大王糞便「苦且楚酸」，病快好了，引得「吳王大悅」。二十四孝中亦有「嚐糞憂心」的記載，講述一位名叫庾黔婁的孝子親口品嚐父親糞便來了解病情。

## 動物糞便
中國史書稱烽火臺以燃燒狼糞的濃煙來表達訊息。唐代段成式在《酉阳杂俎》中写道：“狼粪烟直上，烽火用之”。宋人陆佃著《埤雅·释兽·狼》记：“古之烽火，用狼粪，取其烟直而聚，虽风吹之不斜”。但也有專家說將“狼烟”说成取狼粪所燃之烽烟是缺乏依据的。

### 家畜粪便
馬糞在人類普及汽車和軌道交通之前，是城市交通中主要副產品。在工業化肥普及之前，城市管理部門會主動回收馬糞買給當地農民做肥料獲利。在化肥普及後，城市管理部門需要付錢請人清理馬糞。馬糞在城市中也成為衛生管理問題，1895年美國農業部昆蟲局局長估計，馬糞催生了美國95%的蒼蠅。

### 鸟粪
鳥糞石是在工業化肥普及之前是最佳的肥料，在南美洲有幾個海島以有大量鳥糞石而知名，周邊的國家甚至因為爭奪鳥糞石的開采權而爆發戰爭。

### 宠物粪便
宠物数量增加导致街道、公园等公共场所经常可见未清理的粪便，影响市容与卫生。此外，猫狗粪便若处理不当，可能带来寄生虫或细菌传播的风险。然而，经过适当处理，宠物粪便也有一定用途，例如在堆肥为绿化和园艺提供营养物质。

## 利用

### 有機肥料
糞便是十分良好的肥料，常用的肥料为人或牛的粪便。

### 燃烧
潮湿粪便燃烧时产生的烟很多，因此中国部分史书称古代烽火台以燃烧粪便（狼糞）的浓烟来表达讯息。乾牛糞是很好的燃料，可再生能源，亦可以用於建房築牆，「撿牛糞」在早期的鄉村是一種工作。而粪便经细菌发酵后可产生甲烷，一种可以用于工业或民用的可燃气体。

### 食用糞便及药用
《本草纲目》中动物粪便药共有51种之多，涉及禽、兽、人部三部包括人在内的32种动物。如蚕糞可以入中藥，主治眼疾。其他如五靈脂、夜明砂、油蟲珠等，皆為糞便入藥的例子。中藥人中黃的制作过程也需要粪便：“在竹筒中塞入甘草末，两端用竹、木封固，冬季投入人粪缸中，立春时取出，悬当风处阴干，破竹取甘草末，晒干。”
《全州志》記載有一種名為「斷腸草」（又名胡蔓藤）的劇毒植物，其中一種解藥就是「以狗屎調水灌治」。
《資治通鑑》的「黃龍湯」是南北朝北齊時代中醫郎中給和士開看病開藥方子，就是以糞便釀成的藥引。另外在診斷方面，糞便顏色、清稀或堅硬，都可以顯示人的身體狀況。春秋戰國時期，勾踐親嚐夫差的糞便，唐代郭霸也是親嚐魏元忠的粪便，南齊朝的庾黔婁曾為其父嚐糞，后此事被元朝典籍《二十四孝》收纳其中。
於古印度及埃及，鱷魚、大象等的糞便被認為具避孕作用。
据有关报道，近年来，荷兰和美国一些医院的医生通过下消化道菌落移植（常被称为粪便移植），成功治愈了艰难梭菌严重感染的患者。

### 其他
释迦牟尼曾像苦行僧一樣吃糞便修行，“昼便入林中。夜便露坐……至冢间。取彼死人之衣。而覆形体……设见犊子屎。便取食之……日食一麻一米。形体劣弱。骸骨相连。顶上生疮。皮肉自堕。犹如败坏瓠卢……”（《增一阿含经》）。

## 便後與驗糞便
驗糞便是驗身、健康檢查的一種方法，了解病人的內臟及消化系統的健康狀況，例如發現糞便見血、消化不良等。而有些人便後會清洗或按摩肛門和屁股，比較不容易得痔瘡。

## 文化
在古代，沒有沖水馬桶，人們要解決排泄的生理需要，最基本的方法是在地上挖一個坑，完事後掩埋。在農業社會，糞便由於可以作為肥料，所以在城市，每晚會有專人收集各家各戶裝在木桶中的糞便 （俗稱「夜來香」）。但在工業社會，有了化學肥料，以及人糞的衛生問題，令人們對糞便的印象大打折扣。但近四十年來，環境保護運動的興起，由禽畜糞便等發酵製成的埋肥而產生的有機食品又受到社會的歡迎。
古時候人們稱大便為“出大恭”，或者“出恭”。明代科舉考試的時候，若在考試期間需要上廁所，必須向考場申請一面寫有“出恭入敬”四個字的牌子，懸於脖頸，上廁所結束後歸還。於是人們把大便稱為“大恭”，小便成為“小恭”，後來“出恭”一般指“出大恭”：
|            | 行至陳留地方，偶然去坑廁出恭 |
| ——警世通言 |                              |

### 著作
日本插画家寄藤文平和寄生虫博士藤田纮一郎合写了一本《大便書》的专著，借由繪畫的方式，以轻松搞笑的写作手法介绍了关于大便方面的健康知识。

## 參看
- 布里斯托大便分類法
- 倒夜香
- 高温堆肥

## 延伸阅读
[在维基数据编辑]
 《欽定古今圖書集成·明倫彙編·人事典·便溺部》，出自陈梦雷《古今圖書集成》

## 外部連結
- A FAQ site on feces （页面存档备份，存于）
- Free reference linking feces and illness
- Liver biochemistry
- MedFriendly's Article on Feces （页面存档备份，存于）